# Crkvari
Crkvari falu Horvátországban Verőce-Drávamente megyében. Közigazgatásilag Raholcához tartozik.

## Fekvése
Verőcétől légvonalban 54, közúton 63 km-re délkeletre, községközpontjától légvonalban és közúton 4 km-re délkeletre, Szlavónia középső részén, a Krndija-hegység északi lábánál, a Drávamenti-síkság szélén, a Toplica-patak partján fekszik.

## Története
A templomban és a körülötte végzett régészeti feltárások alapján nyilvánvaló, hogy a település és temploma legkésőbb a 11. század végén már létezett. A templom a falutól délkeletre, 206 méteres magaslaton, stratégiailag jól védhető helyen épült. A raholcai uradalom része volt, így története szorosan kapcsolódik a közeli Raholca történetéhez. 1543 nyarán elfoglalta a török és 1687-ig a Pozsegai szandzsák részeként török kézen volt.
A felszabadítás után kezdetben kamarai birtok volt, majd 1722-ben III. Károly király a raholcai uradalommal együtt gróf Cordua d' Alagon Gáspár császári tábornoknak adományozta. 1723-ban T. Fleischmann, majd 1730-ban Pejácsevich Antal, Miklós és Márk vásárolták meg, majd 1742-ben a raholcai uradalommal együtt a Mihalovics családnak adták el.
Az első katonai felmérés térképén „Dorf Czerkovare” néven találjuk. Lipszky János 1808-ban Budán kiadott repertóriumában „Czerkvari” néven szerepel. Nagy Lajos 1829-ben kiadott művében „Czerkvari” néven 2 házzal, 14 katolikus vallású lakossal találjuk.
1857-ben 103, 1910-ben 188 lakosa volt. 1910-ben a népszámlálás adatai szerint lakosságának 95%-a horvát, 4%-a magyar anyanyelvű volt. Verőce vármegye Nekcsei járásának része volt. Az első világháború után 1918-ban az új szerb-horvát-szlovén állam, majd később (1929-ben) Jugoszlávia része lett. 1991-ben lakosságának 96%-a horvát nemzetiségű volt. 2011-ben 128 lakosa volt.

## Lakossága
| Lakosság változása | Lakosság változása | Lakosság változása | Lakosság változása | Lakosság változása | Lakosság változása | Lakosság változása | Lakosság változása | Lakosság változása | Lakosság változása | Lakosság változása | Lakosság változása | Lakosság változása | Lakosság változása | Lakosság változása | Lakosság változása |
| ------------------ | ------------------ | ------------------ | ------------------ | ------------------ | ------------------ | ------------------ | ------------------ | ------------------ | ------------------ | ------------------ | ------------------ | ------------------ | ------------------ | ------------------ | ------------------ |
| 1857               | 1869               | 1880               | 1890               | 1900               | 1910               | 1921               | 1931               | 1948               | 1953               | 1961               | 1971               | 1981               | 1991               | 2001               | 2011               |
| 103                | 110                | 122                | 157                | 155                | 188                | 195                | 187                | 187                | 195                | 211                | 196                | 165                | 146                | 140                | 128                |

## Nevezetességei
Szent Lőrinc tiszteletére szentelt római katolikus temploma a 15. században épült téglából, kő ajtókerettel. A templom eredeti formája egyhajós, gótikus épület volt, a hajó szélességével egyező szélességű, sokszögletű szentéllyel. Az apszist négy támpillér erősíti. A déli oldalon fennmaradt a gótikus ajtókeret. A török kiűzése után Pejácsevich gróf költségén 1743-ban a templomot barokk stílusban építették át. A család címere az átépítés évszámával a főbejárat felett látható. A templombelső kialakítása a 18. századi átépítés alkalmával történt. Ebből az időszakból származik a főoltár, a főoltár képe, hat darab gyertyatartó és a szentelvíztartó. A templomban 2003 és 2011 között régészeti feltárás folyt, melynek során az északi falnál fekvő két sírban is találtak textilmaradványokat, melyek aranyszálakkal voltak szőve. A szénizotópos kormeghatározás a maradványokat a 16. század közepére datálta. 2003 és 2010 között a templomban és a környező területen összesen 368 sírt találtak, majd 2011-ben újabb 111 sírt tártak fel. A sírok kora a 11–16. század közötti időszakra esik. A feltárás legnagyobb eredménye az volt, hogy megtalálták a 11–12. századi román stílusú templom alapfalait. A falaktól keletre a templomot védő középkori fa paliszádok maradványai is előkerültek.